# عتبه بن ابی‌لهب
عتبه بن ابی‌لهب (به عربی: عتبة بن أبی لهب) پسر عموی محمد پیامبر اسلام بود.

## زندگی
عتبه در شهر مکه به دنیا آمد. او فرزند ارشد عبد العزى بن عبدالمطلب و اروى بنت حرب بود. خانواده او چندین سال در همسایگی محمد و همسرش خدیجه زندگی می‌کردند.
عتبه در سال ۱۱ قبل هجرت با عموزاده هشت ساله خود رقیه فرزند چهارم و دختر دوم محمد نامزد کرد.
پس از آن که محمد سوره مسد را تلاوت کرد: «بریده باد دستان ابولهب» ابولهب می‌خواست با او قطع رابطه کند. هنگامی که محمد «صراحتاً قریش را موعظه کرد و با آنان دشمنی کرد»، سایر قریشی‌ها با تمایل ابولهب مبنی بر اینکه دختران محمد را به خرج خود نگه دارد، همدردی کردند. به عتبه گفتند که اگر نامزدی را با رقیه قطع کرد، هر زنی را که دوست داشت به او می‌دهند. و پدرش نیز به او گفت که اگر این کار را نکند دیگر با او صحبت نخواهد کرد. عتبه پاسخ داد که دختر یا نوه سعید بن العاص بن امیه را دوست دارم.  قریشیان موافقت کردند و او نامزدی را با رقیه قطع کرد. رقیه در آن زمان حدود دوازده ساله بود.

### فتح مکه
با فتح مکه عتبه و برادرش معتب به همراه سایر مشرکان به حاشیه مکه عقب نشینی کردند. محمد از عمویش عباس خواست تا آنها را نزد او بیاورد. آن‌ها آمدند و به دعوت محمد اسلام آوردند و بیعت کردند. عباس خاطرنشان کرد که چهره محمد "منعکس کننده شادی" از مسلمان شدن آنها بود.
ابن سعد به سند خود روایت می‌کند که عباس بن عبدالمطلب گفت: هنگامی که محمد در جریان فتح به مکه آمد، به من فرمود: ای عباس، برادرزاده هایت عتبه و عتیبه کجا هستند تا بتوانم. آنها را ببینم؟" پس گفتم: از مشرکان قریش که کوچ کرده‌اند دوری کن، گفت: برو و آنها را نزد من بیاور. گفت: پس سوار عرفات شدم و نزد آنان آمدم و گفتم: محمد شما را می‌خواند، پس با من سوار شوید. پس آنان را به اسلام دعوت کرد ، پس اسلام آوردند و بیعت کردند، سپس محمد فرمود: «این دو پسر عمویم را از پروردگارم هدیه خواستم، پس آنها را به من داد».
طبرانی از منبع دیگری نقل کرده است که محمد در روز فتح بین عتبه و عتیبه وارد شد و به مردم فرمود: اینها برادران من و دو پسر عموی من هستند که به اسلام داخل شدند من آنها را به عنوان هدایایی از جانب خدا دریافت کردم، بنابراین او آنها را به من داد.
عتبه به سپاه اسلام پیوست و در حنین جنگید. او از جمله کسانی بود که محمد را در جنگ رها نکرد. اما وقتی طایفه بنی‌هاشم به مدینه هجرت کردند، عتبه و برادرش معتب در مکه ماندند.